# Yves Kovacs
Pour les articles homonymes, voir Kovacs.
 (juillet 2025).
 (juillet 2025).
 (juillet 2025).
 (juillet 2025).
La mise en forme du texte ne suit pas les recommandations de Wikipédia : il faut le « wikifier ».
Les points d'amélioration suivants sont les cas les plus fréquents. Le détail des points à revoir est peut-être précisé sur la page de discussion.
- Les titres sont pré-formatés par le logiciel. Ils ne sont ni en capitales, ni en gras.
- Le texte ne doit pas être écrit en capitales (les noms de famille non plus), ni en gras, ni en italique, ni en « petit »…
- Le gras n'est utilisé que pour surligner le titre de l'article dans l'introduction, une seule fois.
- L'italique est rarement utilisé : mots en langue étrangère, titres d'œuvres, noms de bateaux, etc.
- Les citations ne sont pas en italique mais en corps de texte normal. Elles sont entourées par des guillemets français : « et ».
- Les listes à puces sont à éviter, des paragraphes rédigés étant largement préférés. Les tableaux sont à réserver à la présentation de données structurées (résultats, etc.).
- Les appels de note de bas de page (petits chiffres en exposant, introduits par l'outil «  Source ») sont à placer entre la fin de phrase et le point final[comme ça].
- Les liens internes (vers d'autres articles de Wikipédia) sont à choisir avec parcimonie. Créez des liens vers des articles approfondissant le sujet. Les termes génériques sans rapport avec le sujet sont à éviter, ainsi que les répétitions de liens vers un même terme.
- Les liens externes sont à placer uniquement dans une section « Liens externes », à la fin de l'article. Ces liens sont à choisir avec parcimonie suivant les règles définies. Si un lien sert de source à l'article, son insertion dans le texte est à faire par les notes de bas de page.
- La présentation des références doit suivre les conventions bibliographiques. Il est recommandé d'utiliser les modèles {{Ouvrage}}, {{Chapitre}}, {{Article}}, {{Lien web}} et/ou {{Bibliographie}}. Le mode d'édition visuel peut mettre en forme automatiquement les références.
- Insérer une infobox (cadre d'informations à droite) n'est pas obligatoire pour parachever la mise en page.

Pour une aide détaillée, merci de consulter Aide:Wikification.
Si vous pensez que ces points ont été résolus, vous pouvez retirer ce bandeau et améliorer la mise en forme d'un autre article.
 (juillet 2025).
Il peut être nécessaire de l'améliorer pour respecter le principe de neutralité de point de vue. Veuillez consulter la page de discussion pour plus de détails.

Yves Kovacs est un réalisateur français, critique de cinéma, né le 15 juillet 1934 à Tours et mort le 10 février 1998 à Paris. Il réalise, à partir de 1967, plus de 200 films ou émissions pour la télévision. Son film Malévitch ou l'impatience des limites reçoit le Grand premier prix du Festival international du film d'art en 1979 et le Sept d'or du meilleur documentaire la même année. Ses archives ont été confiées par son épouse, Françoise Kovacs, à l'Inathèque, la Bibliothèque du Film de la Cinémathèque française et la Bibliothèque Kandinsky du Centre Pompidou.

## Biographie

### Critique de cinéma
Yves Kovacs, auteur et réalisateur, est né à Tours en 1934. Après des études secondaires, il obtient une bourse de la fondation Zellidja pour un voyage d'étude en Grèce. Étudiant cinéphile, il dirige et anime des ciné-clubs comme celui du Mans et fréquente assidûment la Cinémathèque. Après des études de droit, de lettres et la préparation du concours de l'Idhec, il se consacre au journalisme et à la critique de cinéma et photo, entre autres pour : Radio-Cinéma-Télévision puis Télérama, Études cinématographiques, les Cahiers du Cinéma, Film Journal, Kosmorama. Il publie notamment, en 1963, dans les Cahiers du Cinéma une interview de Robert Bresson et collabore à l'ouvrage collectif Le Western, publié chez Plon (10/18). En 1965, il est rédacteur en chef de la revue Surréalisme et Cinéma (2 vol. Ed. Lettres Modernes). Vivant et travaillant à Paris, il y est mort le 10 février 1998.

### Assistant réalisateur
En 1958, puis de 1962 à 1967, il est assistant-réalisateur : au cinéma, auprès d'Orson Welles (en tant qu'assistant stagiaire sur Le Procès) et de Claude Chabrol (sur Les Cousins) ; à la télévision, aux côtés d'Alexandre Astruc (Le Puits et le Pendule), de William Klein (pour la série Les Femmes aussi), d'Abel Gance (Marie Tudor), d'Éric Rohmer (pour la série Cinéastes de notre temps), de Roberto Rossellini (La prise de pouvoir par Louis XIV) et aussi de Michel Mitrani, Jean Prat et Pierre Prévert.

### Réalisateur
Yves Kovacs réalise plus de 200 films ou émissions pour l'ORTF et le Service de la Recherche, puis TF1, Antenne 2, FR3, la SFP, l'Ina, La Sept, Arte et des sociétés privées. Pendant trois décennies, il cherche à transmettre l'émotion et le plaisir ressentis face à l'œuvre d'artistes plasticiens ou d'écrivains, de Chardin à Soulages, de Tanizaki à Nathalie Sarraute, dans un esprit de partage, rigoureux sans être pédant, accessible sans céder à la facilité. Et pendant 30 ans, il photographie des personnalités de toutes sortes qu'il fixe sur la pellicule.
L'ensemble de l'œuvre d'Yves Kovacs offre tout un pan de sa vision du monde, entre abstraction et figuration, nostalgie et modernisme, nature et culture... Vision qui n'est pas seulement esthétique mais aussi sensible et affective, la haute conception qu'il se fait de son rôle de réalisateur de service public se doublant d'un véritable amour de son métier. Autant homme d'images que de mots, il trouve sans doute par ce biais l'occasion d'exprimer ce qui lui tenait à cœur et de montrer ce qui, selon lui, participait du beau et du vrai.
À partir de 1967, il collabore à de nombreux magazines artistiques télévisés comme Champ visuel, Le Monde des arts, Des Yeux pour voir, Des Formes et des couleurs et Haute Curiosité.
DE 1975 À 1981, il réalise 15 documentaires pour la série Zig Zag produite par Teri Wehn-Damisch, notamment Malévitch ou l'impatience des limites ou Un Outil pour demain : le Centre Pompidou, puis, en 1983, Paris-Paris ou le Temps d'une génération, diptyque mêlant les événements historiques et artistiques de 1936 à 1958.
Parallèlement, il aborde plusieurs grands genres : documentaire scientifique (L'Arbre à fièvre : la quinine), historique (La Marne), musical (Récré à l'Opéra présenté par Dorothée) et littéraire (Nathalie Sarraute ou la voix de l'indicible, Éloge de l'ombre sur l'œuvre du même nom de Junichiro Tanizaki).
Sur un scénario de Pierre Dumayet, il tourne, en 1989, 2 films pour la série Musée d'Orsay, dont L'Art nouveau. Pour sa série Les Mémorables, il est le coordonnateur des épisodes consacrés à Céline, Bachelard, Piaget, Paulhan et Chagall.
Son œuvre a donné lieu à une rétrospective au cinéma du Musée du Centre Pompidou, comportant 44 films, du 19 février au 15 mars 1992.

### Photographe
Son intérêt très vif pour la photographie ne l'empêche pas de garder cette passion secrète. L'exposition de 75 de ses photos (portraits, repérages, paysages, natures mortes...) lors de l'hommage que la Société Civile des Auteurs Multimédia (Scam) - dont il était sociétaire, lui consacre en 2000 suscite d'ailleurs la surprise chez ceux qui les découvrent. 
À mentionner, sa photo d'Arnoldo Foà dans Le Procès d'Orson Welles publiée comme photo du mois dans Les Cahiers du Cinéma (n°132, juin 1962), et sa photo de Marcel Duchamp qui fait la couverture de L'Arc (n°59, 1974).

## Filmographie
- 1968 : Voyage sentimental : Simone Signoret
- 1972 : Aujourd'hui, l'art vivant
- 1973 : Les Stars (avec Catherine Deneuve et Jean-Louis Trintignant)
- 1974 : Richard Lindner, un peintre de la solitude, 1974
- 1974 : Étienne Hajdu, ou le monde parallèle
- 1975 : Fernando Botero ou le paradis perdu
- 1975 : Izis ou le regard habité
- 1975 : Un outil pour demain (Centre Pompidou)
- 1976 : Rythme, couleur, Sonia Delaunay
- 1976 : Picabia ou l'auberge espagnole
- 1976 : Raymond Hains
- 1977 : Gérard Titus-Carmel ou l'aventure du trait
- 1977 : Motherwell, rêve et réalité
- 1977 : 65 ans de photographie, André Kertesz
- 1978 : L'Affiche
- 1978 : Malévitch ou l'impatience des limites
- 1978 : Ce corps que l'on habite (avec Roland Barthes)
- 1979 : Nathalie Sarraute ou la voix de l'indicible
- 1979 : Chardin
- 1980 : Du geste à l'infini, Hans Hartung
- 1981 : La passion de Théophile (Laënnec)
- 1982 : Dissident, il va sans dire (pièce de Michel Vinaver avec Emmanuelle Riva)
- 1983 : Paris-Paris ou le temps d'une génération en deux parties
- 1984 : La Marne en deux parties
- 1984 : Images franco-allemandes
- 1985 : Éloge de l'ombre (de J. Tanizaki), avec Pierre Paulin, Jean-Pierre Raynaud et Pierre Soulages, prod. Pierre Dumayet
- 1987 : Rouge-Bordeaux
- 1988 : La Harpe égyptienne
- 1989 : Les Mémorables: Céline, Bachelard, Piaget, Paulhan, Chagall
- 1989-1990 : L'Art et la ville (série Le Musée d'Orsay)
- 1990 : L'Art nouveau série Le Musée d'Orsay
- 1991 : Henri Gaudin, architecte
- 1997 : Projection au Majestic hommage à La Belle et la bête de Jean Cocteau

## Prix, distinctions et hommages
- Grand premier prix du Festival international du Film d'art de Paris et Sept d'or du meilleur documentaire en 1979 pour Malévitch ou l'impatience des limites[réf. nécessaire]
- Sélection de la meilleure vie d'artiste au Festival international du Film d'art pour Hans Hartung, du geste à l'infini[réf. nécessaire]
- Prix du meilleur documentaire aux 2e Rencontres européennes de télévision, Reims en 1989 pour L'Espoir (1936-1944), première partie de Paris-Paris ou le temps d'une génération[réf. nécessaire]
- Rétrospective Yves Kovacs au Cinéma du Musée du Centre Pompidou (février-mars 1992)
- Sélection de ses films présentée à Rome dans le cadre du Festival Eurovisioni à la Villa Médicis, 1992
- Hommage à Yves Kovacs organisé par la Scam, 2000
- Hommage à l'Institut hongrois de Paris dans le cadre du Mois du film documentaire, 2005
- Projection de plusieurs de ses films au Musée national Marc Chagall (Nice) à l'occasion de la Nuit des musées, 2008

## Travaux sur le parcours d'Yves Kovacs
Deux thèses lui sont consacrées :
- La Passion de Théophile, autour de son film sur Laënnec, auteur : Alain Chaussée, 1981
- Una Politica autorialista e un giovane cinefilo, La creazione e lo studio dell' archivio Yves Kovacs alla Cinémathèque française, auteur : Alberto Beltrame, 2017